# Трач Христина Мирославівна

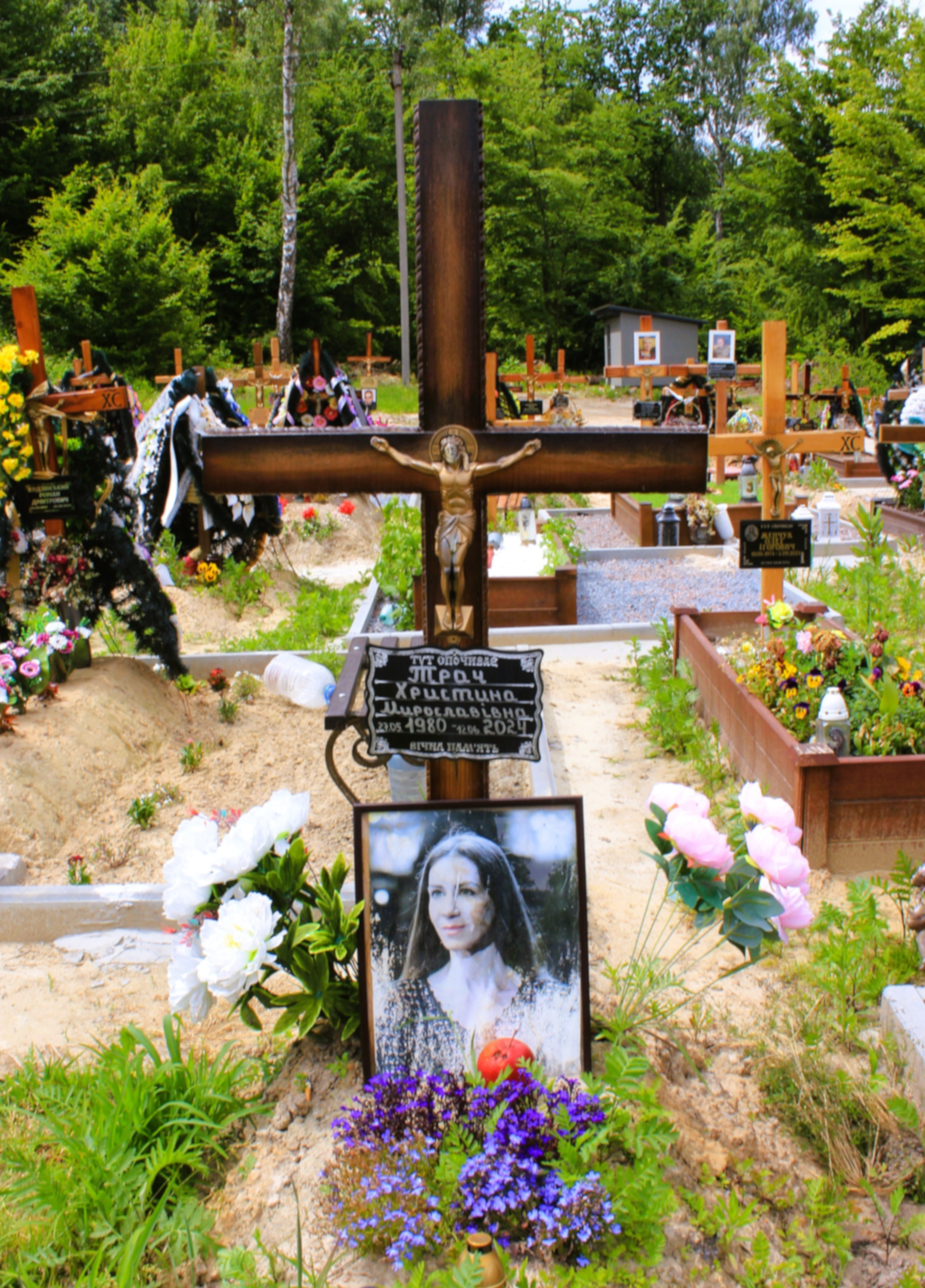
Могила Христини Трач — балерини, провідної солістки балету Львівської опери, заслуженої артистки України.

Христи́на Миросла́вівна Тра́ч (27 травня 1980 — 12 червня 2024, Львів) — українська балерина. Провідна солістка балету Львівського національного академічного театру опери та балету. Заслужена артистка України (2010).

## Життєпис
Народилася 27 травня 1980 року. У десятилітньому віці прийшла в балет. Педагогом Христини була Ірина Красногорова-Малхасянц, пізніше — Христина Мордзик.
Христина навчалася на класичному відділенні Львівського державного училища культури і мистецтв. У 1996 році, ще за часів студентства, артистка почала виступати у Львівському академічному театрі опери і балету. Вона вивчила і виконала кілька сольних партій, звернувши на себе увагу публіки і педагогів як здібна талановита молода артистка балету, яка володіла чудовими сценічними даними, віртуозною технікою. Працюючи в балетній трупі ввійшла в усі сольні номери вистав. Разом із трупою театру брала участь у закордонних фестивалях і концертах, де на високому рівні репрезентувала українське балетне мистецтво, зокрема, у Німеччині, Іспанії, Нідерландах, Швейцарії, Франції, Польщі. З 2021 року — репетиторка з класу балету. Вона була ведучою солісткою львівського балету, досконало володіла технікою класичного танцю. 
Відійшла у засвіти на 45-му році життя 12 червня 2024 року. Прощання з артисткою відбулося 15 червня 2024 року у фойє Львівської національної опери.
Похована на Голосківському цвинтарі, поле 6 в.

## Партії
Репертуар провідної солістки налічував понад 20 партій, серед яких такі складні, як:
- Одетта-Оділія, па-де-труа — «Лебедине озеро» П. Чайковського;
- Маша, Королева мишей — «Лускунчик» П. Чайковського;
- Нікія, Гамзатті — «Баядерка» Л. Мінкуса;
- Сванільда — «Коппелія» Л. Деліба;
- Жізель, Мірта — «Жізель» А. Адана;
- Балерина гран-па з балету «Пахіта» Л. Мінкуса;
- Гертруда — «Гамлет» П. Чайковського;
- Мазурка — «Шопеніана» Ф. Шопена;
- Франческа — «Франческа да Ріміні» П. Чайковського;
- Вакханка — «Ніч Вальпургії» Ш. Гуно;
- Соломія — «Повернення Баттерфляй» Д. Пуччіні — М. Скорика;
- Гудула — «Есмеральда» Ц. Пуньї Кітрі;
- Вулична танцівниця, володарка дріад — «Дон Кіхот» Л. Мінкуса;
- Фатум — «Кармен-сюїта» Ж. Бізе — Р. Щедріна;
- Медора — «Корсар» А. Адана;
- Катеріна — «Перевтілення…» на муз. Б. Бріттена;
- Карлотта Грізі — «Па-де-катр» Ц. Пуньї.

## Сім'я
Мати Христини працювала вчителькою в школі. Христина виховувала двох доньок: Настю та Ніколь.